# سیارک ۶۷۸۳
سیارک ۶۷۸۳ (به انگلیسی: 6783 Gulyaev، نامگذاری:1990SO28) شش هزار و هفتصد و هشتاد و سومین سیارک کشف شده‌است که در ۲۴ سپتامبر ۱۹۹۰ کشف شد.
قدر مطلق سیارک برابر ۱۲٫۴۰ است.